# حبيب بن عبد الله النهشلي
حبيب بن عبد الله النهشلي من ضمن القتلى الذين قضوا في معركة كربلاء سنة 61هـ، وكان حبيب بجانب الحسين؛ يقال بأنه هو شبيب بن عبد الله الخثعمي، أو أبو عمر النهشلي.